# أمراض نفسية جسمية

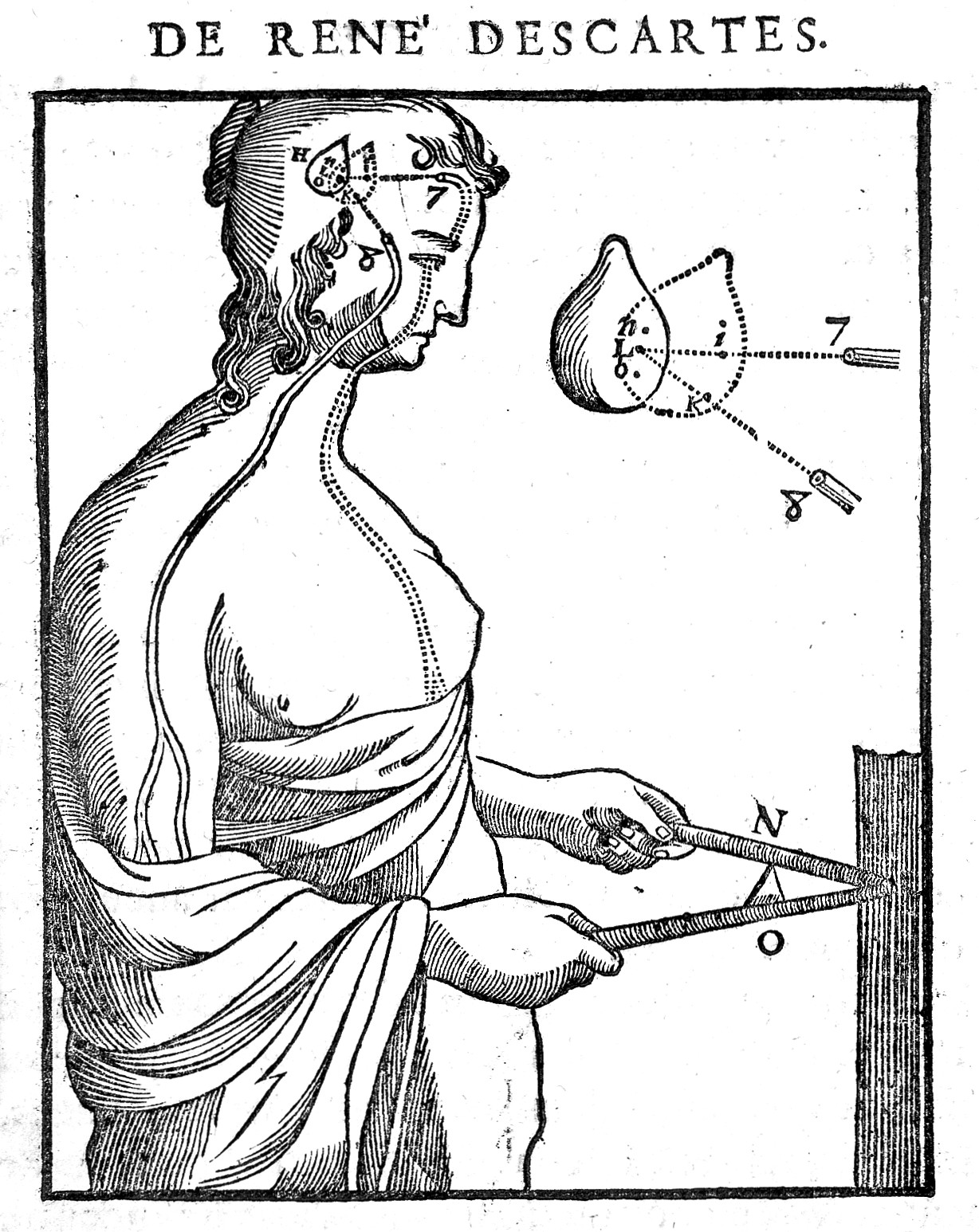

الطب النَّفْسَجِسْمِيّ هو فرع من الطب يعنى بالأمراض النفسية الجسمية أو الأمراض النفسجسمية (أو الأمراض السيكوسوماتية في الترجمات الحرفية) وهي أمراض تؤثر فيها العوامل الذهنية والنفسية للمريض تأثيراً كبيرا في نشوئها وتطورها وتعكرها، مثل: الصداع النصفي، والأكزيما، والقرحة، والقولون العصبي...إلخ، وفي حالة إجراء فحص طبي، لا يظهر لهذه الأمراض أي أسباب جسمية أو عضوية، أو في حال حدوث مرض ناتج عن حالة عاطفية أو مزاجية مثل الغضب أو القلق أو الكبت أو الشعور بالذنب، في هذه الحالة تعد مثل هذه الحالات أمراضاً نفسية جسمية.
و تختلف الأمراض السيكوسوماتية عن هستيريا التحولية في أن هستيريا لا تتضمن خلل عضوي حقيقي، حيث يكون العضو سليم ولكنه غير قادراً على القيام بوظيفته، بينما في الأمراض السيكوسوماتية فإن العوامل الانفعالية والنفسية تؤدي إلى حدوث خلل في التكوين التشريحي للعضو المصاب مثل حالات قرحة المعدة أو التهاب المفاصل..ألخ.هناك قائمة من الأمراض المعقدة حيث يلعب العامل النفسي دورا محوريا في ظهورها:
ارتفاع ضغط الدم
القولون العصبي
السماسموفيليا أو اضطراب الجهاز العصبي الذاتي
متلازمة التهاب الدماغ و آلام العضلات (متلازمة الإرهاق المزمن)
الفيبرموليجيا

## أعراض الاضطرابات السيكوماتية
1. تغير السمات الشخصية للفرد، حيث تظهر عليه علامات من التشوش والاهتزاز النفسي.
2. تأثير متبادل بين النفس والجسد، فالجسد يتأثر بالحالة النفسية للفرد.. كما أن نفسية الفرد تتأثر بالحالة المرضية للجسد.
3. معاناة الفرد من الحالة النفسية السلبية على مدار فترة طويلة من الزمن.
4. تغير في وظائف الجسم.
5. عدم فعالية العلاج الدوائي في علاج الاضطراب الذي يعاني منه الشخص.

## أسباب الأمراض السيكوسوماتية
- الصراع النفسى داخل الذات أو مع الغير الناشئ من الضغوط التي يتعرض لها الشخص في تفاصيل حياته سواء داخل المنزل أو خارجه.
- معاناة الفرد من اضطرابات التكيف، أو بمعنى آخر عدم قدرة الفرد على التكيف مع المتغيرات التي تطرأ على حياته وخاصة التغيرات التي توقعه فريسة للتوتر.
- الحساسية المفرطة وشعور الإنسان بالذنب تجاه أي تصرف يصدر منه أو يصدره الآخرين تجاهه.
- افتقاد الشخص للحب والأمان ومصدرالطمأنينة وإحساسه بالهدوء والراحة، وبالتالى قدرته على التعامل مع الضغوط.
- عدم قدرة الفرد على تحقيق احتياجاته الأساسية، مما يولد لديه صراعاً داخلياً ينعكس على نفسيته التي تسبب إصابته ببعض الأمراض الجسدية.
- الطرق الواهية لتخفيف التوتر والشد العصبى الذي يتعرض له الإنسان من التدخين وشرب الكحوليات.
- خبرات شعورية سلبية يمر بها الفرد في حياته مثل الفشل أو وفاة شخص قريب إلى نفسه.

## تشخيص الأمراض السيكوسوماتية
- الانفعال:

تؤكد البحوث أن تعرض الشخص المضطرب سيكوماتياً لأحداث انفعالية تعجل وتكرر من ظهور الاضطرابات الجسدية، فالانفعال عامل معجل على الرغم من أنه قد يكون ناتج من حادث بسيط.

## علاج الاضطرابات السيكوسوماتية
- الأدوية والعقاقير التي يتركز دورها فقط في تهدئة الشخص، لذا نجد الاعتماد على المهدئات والمسكنات ومضادات الاكتئاب التي تعد من أكثر أنواع الأدوية استخداماً مع هذه الاضطرابات.
- بالترويح عن النفس  يتم تفريغ الشحنات الكامنة في نفسية المريض عن طريق ممارسته لبعض الأنشطة التي يحاول أن يخرج من خلالها انفعالاته التي قد تؤثر بالسلب ليس فقط على نفسيته بل على جسده بالمثل، يتم فيه مساعدة المريض على إخراج كافة الانفعالات المكبوتة حتى يشعر بالهدوء والراحة وتصبح نفسيته غير مستثارة.
- ممارسة بعض الرياضات الروحية تمكن الشخص من التحكم في انفعالاته وما يتعرض له من مثيرات، وهذه الرياضات يكون قوامها تركيز الذهن على صور بعيدة كل البعد عن الحدث الباعث على التوتر ومن بينها رياضة اليوجا.

المزيد عن رياضة اليوجا..
- أساليب الاسترخاء المتنوعة وهذا الأسلوب العلاجي يُتبع إذا كانت حالة الشخص تستجيب للاسترخاء.
- الرعاية والتدليل  يُعامل فيه الفرد على أنه مريض يحتاج إلى الرعاية والتدليل وذلك لحساسيته الشديدة من الموقف الذي أوقعه فريسة للاضطرابات السيكو سوماتية، حيث تُلبى كافة احتياجاته الشعورية التي يحس فيها بالحرمان أو النقص للتغلب على أية مشاعر سلبية تدور بداخله.
- العلاج النفسي الفردي أو العلاج النفسي الجماعي  فالأول يكون مباشراً مع المريض فقط بمفرده أما العلاج الجماعي فهو العلاج الذي يقدمه الطب النفسي للفرد ضمن تواجده بين أفراد الجماعة حيث تمثل بيئة العلاج للمريض.

## أنواع من العلاجات أخرى متخصصة تُنسب إلى علماء النفس

### نظرية أدلر
نظرية ألفريد إدلر (Adler)، وهو من قام بتشكيل جماعة علم النفس الفردى التي نادى فيها بضرورة النظرة الشاملة لشخصية الفرد والتي تتميز بالاختلاف من فرد لآخر، وقدم «أدلر» بذلك نظريته الشهيرة عن الشخصية - والتي كان من بين مسلماتها وتُستخدم في أساليب العلاج النفسى كما الحال مع الاضطرابات السيكوسوماتية – حيث يقول «أدلر» أن مشاعر النقص والعجز والكفاح وسيلة لتفوق الشخصية ومحاولة تميزها ووصولها للكمال، وهذا الدافع من وجهة نظر «أدلر»  هو دافعاً سوياً إذا التزم الفرد بتحقيق أهدافه الاجتماعية ويتحول إلى النمط المرضى إذا فقد الفرد أهدافه الاجتماعية.

### نظرية العلاج بالواقع لوليام جلاسر (William Glasser)
يرى «جلاسر» أن السلوك يمكن تغييره والإنسان يمكن تغيير سلوكياته بالمثل، لذا كانت دعوته للعلاج عن طريق الإرشاد بالواقع. والعلاج بالواقع يهدف إلى تحقيق أكبر قدر من المسئولية عند الفرد حيث قدم مفهوماً خاصاً للمسئولية ومختلفاً فكان مفهوم المسئولية عند «جلاسر» هو إشباع الفرد لاحتياجاته دون حرمان الآخرين من احتياجاتهم، ويؤكد منهج «جلاسر» في العلاج الواقعي على الحوار العقلاني بين المرشد والمسترشد أو بين المعالج والمريض، حيث يقوم المرشد بطرح أسئلة عن حياة المسترشد وميوله وسلوكياته وكذلك تركيزه على سلوكيات صحيحة، من أجل أن يحقق المسترشد أعلى مستوى من الوعي بسلوكياته.